# Calbuco
|  | For vulkanen af samme navn, se Calbuco (vulkan) |
Calbuco er en by og en kommune beliggende i provinsen Llanquihue i det sydlige Chile. Byen blev oprindeligt grundlagt omkring det spanske fort Fuerte San Miguel de Calbuco fra 1603 og udviklede sig til et vigtigt fiskemarked.
Ved folketællingen i 2002 havde Calbuco 31.070 indbyggere. Af disse boede 12.165 i byområdet og 18.905 i landlige områder.

## Eksterne links
- Calbuco kommunes hjemmeside (spansk)

41°46′S 73°08′V / 41.767°S 73.133°V